# Crocidura foetida
Crocidura foetida és una espècie de mamífer de la família de les musaranyes (Soricidae). Es troba a l'illa de Borneo, on se l'ha trobat en territori de Malàisia i Indonèsia. Tot i que no hi ha estat observada, es creu que també viu a Brunei. És una espècie molt estesa i adaptable, per la qual cosa, a hores d'ara, no té amenaces significatives.

## Subespècies
- Crocidura foetida doriae (Peters, 1870)
- Crocidura foetida foetida (Peters, 1870)
- Crocidura foetida kelabit (Medway, 1965)[2][3]